# Umweltbaubegleitung
Die Umweltbaubegleitung (UBB) oder auch Ökologische Baubegleitung (ÖBB) ist eine vom Bauherren eingesetzte Person oder Gruppe, die beratend mit der Bauüberwachung und Bauleitung zusammenarbeitet, ohne dabei für den Auftragnehmer direkt weisungsbefugt zu sein, ausgenommen im Falle unmittelbarer Gefahr.

## Definition
Die Umweltbaubegleitung beginnt schon in der Phase der Bauvorbereitung und begleitet die Baumaßnahme bis zu ihrer Fertigstellung. Besonders bei großen baulichen Maßnahmen sollen alle umweltrelevanten Aspekte dargestellt und bewertet werden, sodass eventuelle negative Auswirkungen auf Mensch und Natur abgewendet oder kompensiert werden können. Neben dem Einhalten gesetzlicher Auflagen ist die Kontrolle der frist- und vor allem fachgerechten Umsetzung von umweltrelevanten Maßnahmen Bestandteil der Umweltbaubegleitung. Hinzu kommt die Erkennung und Vermeidung unvorhergesehener Beeinträchtigungen.

## Beteiligte
Die Umweltbaubegleitung hat im Rahmen ihrer Tätigkeit mit verschiedenen Beteiligten zu tun.
- Dem Bauherren gegenüber gewährt sie die umweltgerechte Durchführung der Maßnahmen. Zu diesem Zweck erstattet sie ihm regelmäßig Bericht.
- Mit der Bauüberwachung findet eine Abstimmung statt, wobei Anregungen und Informationen an diese weitergegeben werden. Die Bauüberwachung ist dabei verpflichtet die Umweltbaubegleitung in den Bauablauf einzubinden.
- Die Baufirmen werden während ihrer Tätigkeit überwacht. Es wird auf die Einhaltung der Umweltauflagen und -vorschriften geachtet.
- Die Umweltbaubegleitung informiert die Öffentlichkeit und die Interessenverbände. Gegebenenfalls findet auch eine Aufklärung statt.
- Mit den Umweltbehörden wird die Abstimmung der Baumaßnahme vorgenommen.

Im Vorfeld der Baumaßnahme werden durch die Umweltbaubegleitung die Ausführungsunterlagen und die Bauablaufplanung auf die Einhaltung der umweltrelevanten Vorgaben geprüft. Dazu gehören auch die landschaftspflegerischen Schutz-, Gestaltungs-, Ausgleichs- und Ersatzmaßnahmen. Zu Beginn der Baumaßnahme ist die Anwesenheit auf der Baustelle gefordert um die Einrichtung der Baustelle zu überwachen. Im Zuge des Bauablaufes kontrolliert sie die Baustelle sowohl an festgelegten regelmäßigen Terminen, als auch spontan. Diese Kontrollen werden sowohl schriftlich als auch mit Fotos dokumentiert und dem Bauherren zur Verfügung gestellt.

## Voraussetzungen
Da die Umweltbaubegleitung fachübergreifend ist, sollten folgende Voraussetzungen erfüllt werden:
- Kenntnisse im Bereich des Naturschutzes und des Umweltrechts
- ein umfangreiches naturschutzfachliches Wissen
- Kenntnisse aus dem Gebiet des Bauvertragswesens und der Bautechnik
- praktische Erfahrung im Projektmanagement und der Bauleitung
- Kenntnisse über die Art der Baumaßnahme und deren Umfang
- Ortskenntnis
- Verhandlungsgeschick und gute kommunikative Fähigkeiten